# Ран Босилек
Ран Босилек (настоящее имя Генчо Станчев Негенцов, болг. Генчо Станчев Негенцов; 26 сентября 1886, Габрово, Княжество Болгария — 8 октября 1958, София, Болгария) — болгарский писатель и поэт.

## Биография
Родился 26 сентября 1886 года в Габрово. Отец его умер, когда Генчо было семь лет. В семье у Генчо было ещё два брата и две сестры. В 1904 году он окончил Априловскую гимназию в Габрово, и четыре года проработал школьным учителем. Для своих учеников написал первое стихотворение, «На косичка», опубликованное в журнале «Светлячок» в 1906 году. С 1908 по 1910 год обучался филологии и праву в софийском университете, в 1916 году в Брюсселе получил докторскую степень в области права. Там же, в Бельгии Босилек пишет стихотворение «Я кажи ми», известное также, как «Облаче, ле бяло», которое стало символом болгар за рубежом. Некоторое время работал юристом, однако вскоре вернулся к писательскому делу.
Работал редактором журналов «Светлячок», «Врабча» и «Детская радость». Был членом Союза болгарских писателей, председательствовал в Союзе детских писателей Болгарии. В 1932 году издательством «Хемус» была опубликована книга «Неродена мома» — сборник болгарских народных сказок, составленный Раном Босилеком, которая получила награду международной литературной выставки в Брюсселе. С 1926 по 1942 год писатель работал над главным циклом сказок «Патиланско царство», куда вошли повести «Патиланчо» (1926), «Патиланско царство» (1927), «Бате Патилане» (1927), «Патиланчо Данчо» (1929), «Патиланчо на село» (1935) и «Патиланско училище» (1942).
Умер Ран Босилек 8 октября 1958 года в Софии.